# Yannis Tsiomis
Yannis Tsiomis (né le 12 juillet 1944 à Athènes en Grèce et mort le 18 octobre 2018 à Paris) est un architecte et urbaniste franco-grec. Il a été enseignant-chercheur à l'EHESS et professeur à l'École nationale supérieure d'architecture de Paris-la-Villette. Comme architecte maître d’œuvre, ses thèmes de prédilection étaient la place du patrimoine dans la ville et les processus de projet urbain dans différents contextes nationaux.
Ses activités de conception architecturale et urbaine, d'enseignement et de recherche, d'expertise et de productions culturelles en ont fait un des représentants de la figure de l'architecte intellectuel.

## Biographie

### Formation
Chassé de l’École polytechnique d’Athènes (Université polytechnique nationale d'Athènes) par la dictature de 1967 et réfugié à Paris, il y a vécu jusqu’en 2018. Après des études d’architecte-ingénieur à l'Université polytechnique nationale d'Athènes de 1963 à 1967 puis à l’École des Beaux-Arts de Paris, il obtient son diplôme d'architecte délivré par le gouvernement (DPLG) en 1969.
Après un diplôme d’études approfondies (DEA) sur Aristophane, soutenu auprès de Nicole Loraux et de Pierre Vidal-Naquet, il prépare un Doctorat d'État à Nanterre en 1983 sur «Athènes, Formation et réception du modèle néoclassique urbain en Europe et en Grèce, 1750-1850 ».

### Activités
Il cofonde en 1978 l’atelier « Grain » avec François Lautier, Michel Dupin, Cloud de Grandpré, R. Gili, E. Courdurier.
Et cofonde en 1980 l’atelier « Atra » avec Cl. de Grandpré, M. Dupin, Pascale Tissier,  et al. (nombreux concours, salle de spectacle et théâtre).
Au sein de son atelier qu'il fonde en 1987, « AYTA, Yannis Tsiomis Architecture »  où ont travaillé avec lui, Sandrine Linder, Yorgos Andreadis, Volker Ziegler et bien d’autres, de nombreux projets et réalisations sont nés un peu partout en Europe : habitations à Paris, à Athènes, logements en Allemagne, espaces d’art à Paris, en Provence, plan d’urbanisme en Grèce.
Enfin, à la fin des années 1990, il s’associe avec Cristiana Mazzoni, professeur à Strasbourg puis à Belleville. Ensemble, ils créent l’atelier CMYT, installé rue du Pont-aux-Choux dans le 3e arrondissement.

## Réalisations

### Architecture
- Académie Musicale de Villecroze, pour la Fondation Schlumberger[6].
- Géode d’Athènes, Fondation du Monde Hellénique (2000-2007) avec S. Linder, Y. Andréadis et N. Efraimoglou[7].
- Auditorium de 1200 places, Athènes, Fondation du Monde Hellénique (2000-2009) avec S. Linder, Y. Andréadis et N. Efraimoglou[8].
- Espaces d’art : RENN Espace (Paris), Galerie Karsten Greve (Paris), Espace d’art Marc Blondeau (Paris), Galerie Karsten Greve (Cologne).
- Réhabilitation d’édifices à valeur patrimoniale en secteur sauvegardé du Marais (Paris).
- Réalisations de logements collectifs à Francfort avec Y. Andreadis, Ph. Revault, Volker Ziegler.
- Appartements et maisons en France [9], Grèce, Espagne.
- Réhabilitation de domaine et château à valeur patrimoniale en Sologne-France.
- Logement étudiant, Fondation hellénique, Cité Universitaire Internationale, Paris[10].

### Urbanisme
- Définition de l’espace public du Quartier Léopold du Parlement Européen à Bruxelles (1995-2000)
- Aménagement du site archéologique de l’Agora d’Athènes et du quartier historique environnant, pour le Ministère de la Culture, Grèce (1996-2004)[11]
- Projet d’aménagement de la région et du site archéologique de Dougga, Tunisie (2005)
- Concours international « Front de Mer » Thessalonique, projet lauréat (2000)

## Enseignement et recherche
Yannis Tsiomis a été directeur d’études à l’EHESS à l’Université de Paris VIII et professeur à l'École nationale supérieure d'architecture de Paris-la-Villette : Histoire de l’architecture, Théories et pratiques de la conception architecturale, le Projet urbain.
À l’étranger, il a été professeur invité à : 
- l’Université Fédérale de Rio de Janeiro à partir de 1995
- l'Université polytechnique nationale d'Athènes à partir de 1998
- l’Université de Rome « La Sapienza » à partir de 2004

Il a aussi donné de nombreuses conférences dans diverses universités en Italie, en Turquie, en Grèce, aux États-Unis, au Brésil, en Allemagne, en Chine. Chercheur au laboratoire « Architecture, Culture, Société », UMR 7136/CNRS, ses principaux thèmes de recherches ont porté, en histoire de l'architecture et de la ville, sur Athènes, Le Corbusier, les CIAM, Brasilia, et en urbanisme sur la théorie et les pratiques d'élaboration des projets urbains en France et à l'international.
Membre de l’École doctorale de l'École nationale supérieur d'architecture de Paris Belleville, 25 thèses ont été préparées et soutenues sous sa direction. Responsable scientifique : programme « Projet Urbain, Projet Citoyen », Institut Français d’Architecture, Cité de l’Architecture-Chaillot. Domaines : Pratique du projet urbain ; Projet urbain et archéologie  Et copilote scientifique du programme « Paris Métropoles en miroir, l’Île-de-France comme région métropolitaine » de l’Institut d’Études Approfondies de Paris (MSH, EHSS, ENS).

## Travaux de recherche (sélection)
- Responsable scientifique de la recherche Échelles et temporalités du projet urbain. Plan Urbain, Construction, Architecture (PUCA), Ministère de l’Équipement (2002-2007)
- Recherche sur le projet urbain en France dans le cadre du PUCA / Ministères de l’Équipement et de la Culture (2001-2010)
- Recherche pour l’Union européenne sur les « Patrimoines européens (1996-1999)
- Recherche sur l’enseignement du projet urbain en France, Ministère de la Culture (1998)

## Archives
Ses archives professionnelles ont été données à l’État et affectées au Centre d'archives d'architecture contemporaine à la Cité de l'architecture et du patrimoine.

## Distinctions
- Prix européen Gubbio, pour l’aménagement du site archéologique de l’Agora d’Athènes, « Transgressing limits, Grecia », (2003) [15]
- Médaille d’argent de l’Académie de l’architecture pour la Recherche et Enseignement (2012) [16]
- Chevalier des Palmes académiques (2014)
- Membre du Conseil d’administration de la Fondation Le Corbusier [17]

## Publications
- L’Architecte à la plume, dir. ouvrage avec E. Rubio, édition de La Villette (2019)
- Athènes à soi-même étrangère - Naissance d'une capitale néoclassique, Marseille, Parenthèses[18] (2017), traduction en grec en 2021
- Le Parlement de Bretagne, avec S. Talenti et W. Szambien, Marseille, Parenthèses (2000)
- Le Corbusier. Conférences de Rio. Introduction, établissement du texte et notes. Paris, Flammarion, (2006)
- Echelles et temporalités du projet urbain, Paris, J. M. Place (2007) (dir. ouvrage)
- Anatomie de projets urbains, avec V. Ziegler, Paris, édition de La Villette (2007)
- Matières de villes. Enseigner le projet urbain, Paris, édition de La Villette (2008) (dir. de l’ouvrage)
- Villes, Cités. Des Patrimoines européens, Paris, Picard (1998)
- Le Corbusier, Rio de Janeiro 1929 et 1936, Rio de Janeiro, IAURJ (1999) (en portugais)

## Commissariat d’expositions
- Athènes, Affaire européenne, sous l’égide de l’Union européenne et des ministères de la Culture de la Grèce, France, Grande Bretagne, Danemark, Allemagne, à Athènes (1985) [19]
- Le Corbusier, Rio de Janeiro 1929-1936, Mairie de Rio de Janeiro et Ministère de la Culture France, à Rio (1999)
- Le Corbusier et l’urbanisme de l’Amérique Latine, Fondation Le Corbusier, à Paris (2000)

## Films
| Année | Titre                                                          | Scénario       | Réalisation                                | Production                                                                                     | Remarques        |
| ----- | -------------------------------------------------------------- | -------------- | ------------------------------------------ | ---------------------------------------------------------------------------------------------- | ---------------- |
| 1986  | Athènes affaire européenne                                     | Yannis Tsiomis | Y. Tsiomis, J. P. Leca, Image Y. Arvanitis | CEE, Ministère de la Culture, France, Grèce. Echanges et Bibliothèques, Fondation Schlumberger | Film VHS, 57'    |
| 1990  | Musique et Architecture. L’Académie Musicale de Villecroze     |                | P. Orabona                                 | Fondation des Treilles                                                                         | Film video 27’   |
| 1998  | Patrimoines Européens ou Monuments à la limite du pays fertile | Yannis Tsiomis | J.P. Leca                                  | Direction Générale XXII de la Communauté Européenne                                            | Film VHS 18'     |
| 1999  | Le Corbusier. Les projets de Rio de Janeiro                    | Yannis Tsiomis | J.P. Leca                                  | Centro de Arquitetura e Urbanismo do Rio de Janeiro                                            | Film VHS 17'     |
| 2005  | Promenades d’architecte : Brasilia vue par Yannis Tsiomis      |                | Colette Ouanounou                          | Catherine Terzieff, France 5 et le SCÉRÉN-CNDP                                                 | Documentaire 26’ |
| 2021  | Athènes ou la Question des limites                             | Yannis Tsiomis | S. Roumette                                |                                                                                                |                  |